# Alcmeón
En la mitología griega Alcmeón (Ἀλκμαίων / Alkmaíôn) era hijo de Anfiarao y Erífile, y hermano de Anfíloco, Eurídice y Demonasa.

## Biografía

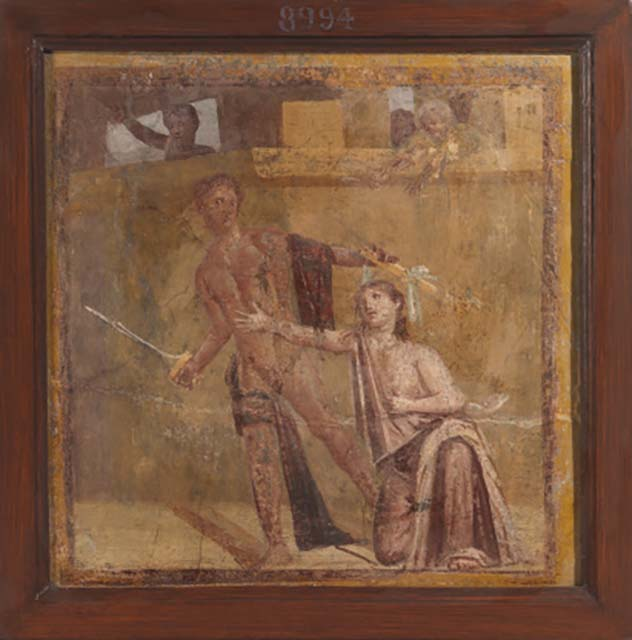
Alcmeón mata a Erífile. Fresco de Pompeya conservado en el Museo Arqueológico Nacional de Nápoles.

La madre de Alcmeón fue inducida por el collar de Harmonía, que había recibido de Polinices, a persuadir a su marido Anfiarao de que tomase parte en la expedición contra Tebas. Pero Anfiarao, antes de partir, sabiendo como adivino que habría de morir, exigió a sus hijos que matasen a su madre tan pronto como crecieran. Cuando los epígonos preparaban una segunda expedición contra Tebas para vengar la muerte de sus padres, el oráculo les prometió éxito y victoria si escogían a Alcmeón como caudillo. Al principio, Alcmeón rehusó asumir tal responsabilidad, pues no había cumplido aún el deseo del padre matando a la madre. Pero ésta, que había recibido también el peplo de Harmonía de manos de Tersandro, hijo de Polinices, le indujo a unirse a la expedición. Alcmeón destacó enormemente en ella, y mató a Laodamante, el hijo de Eteocles.
Cuando, tras la caída de Tebas, Alcmeón supo la razón por la que su madre le había instado a tomar parte en la expedición, la mató por consejo de un oráculo de Apolo, y, según algunas tradiciones, conjuntamente con su hermano Anfíloco. Por este acto, Alcmeón se volvió loco y fue perseguido por las Erinias. Primero marchó a ver Oícles en Arcadia, y de allí fue a ver Fegeo en Psófide. Tras haber sido purificado por Fegeo, tomó por esposa a la hija de este, llamada Arsínoe o Alfesibea, y dio a esa mujer el collar y el peplo de Harmonía. Pero el país en el que ahora residía sufrió una hambruna debido a que él era el asesino de su madre, y el oráculo le aconsejó que fuese a ver a Aqueloo. Según Pausanias, Alcmeón abandonó Psófide debido a que su locura aún no se había curado.
Pausanias y Tucídides aseguran también que el oráculo mandó a Alcmeón que fuera a un país que se hubiera formado tras la muerte de su madre y por tanto no estuviera maldito. La tierra así señalada era una extensión de terreno que se había formado recientemente en la desembocadura del río Aqueloo. La Biblioteca mitológica de Apolodoro coincide con esta versión, pero narra una detallada historia del deambular de Alcmeón hasta que llegó a la desembocadura del Aqueloo; el oceánida le dio a su hija Calírroe en matrimonio. Ella deseaba poseer el collar y el peplo de Harmonía, así que Alcmeón marchó a Psófide para obtenerlos de Fegeo, con el pretexto de que tenía que dedicarlos en Delfos para librarse de su locura. Fegeo accedió a su petición, pero cuando supo que los tesoros eran para Calírroe envió tras Alcmeón a sus hijos Prónoo y Agenor (o, según Pausanias, Témeno y Axión), para que lo mataran. Así lo hicieron, pero los hijos de Alcmeón y Calírroe se vengaron sanguinariamente a instancias de su madre.
La historia de Alcmeón facilitó rico material para los poetas épicos y trágicos griegos y sus imitadores romanos. Sin embargo, ninguna de esas obras se conserva por completo, y sólo sabemos gracias a Apolodoro que Eurípides afirmaba en su tragedia Alcmeón que, tras la caída de Tebas, el personaje se casó con Manto, la hija de Tiresias, y tuvo dos hijos con ella: Anfíloco y Tisífone, a quienes puso bajo la tutela de Creonte, rey de Corinto, para que los educase. La esposa de Creonte, celosa de la extraordinaria belleza de Tisífone, la vendió como esclava, y fue el propio Alcmeón quien la compró sin saber que era su hija.
Tras su muerte, Alcmeón fue adorado como un héroe, y parece que tenía un altar en Tebas, cerca de la casa de Píndaro, quien le llamaba vecino y guardián de su poesía, y también parece sugerir que se le atribuían poderes proféticos, como a su padre Anfiarao. Su tumba podía verse en Psófide, rodeada de nobles cipreses sagrados. En Oropo, en el Ática, donde se adoraba a Anfiarao y Anfíloco, Alcmeón no disfrutaba de tales honores, pues era un matricida. Se le representó en una estatua en Delfos y en el cofre de Cípselo.